# Maltado

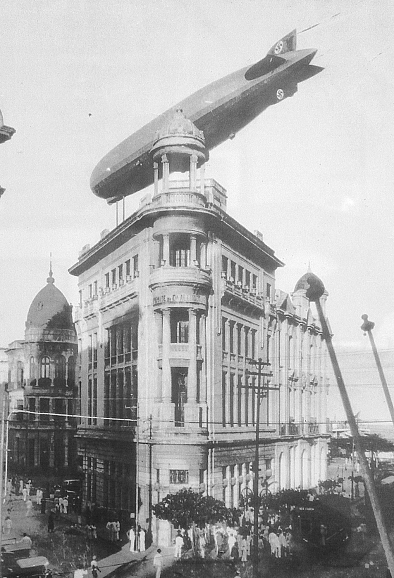
LZ 127 Graf Zeppelin estacionado no prédio onde era servido o maltado

Maltado é uma bebida tradicional do Recife, inserida na culinária de Pernambuco.
A bebida foi criada pelo imigrante Fidélio Lago e servido na lanchonete As Galerias, considerada Patrimônio Cultural Imaterial do Recife em 2014.

## História
A história do maltado em Pernambuco começa com o desembarque do cubano Fidélio Lago, que em 1928 chegou ao Recife com experiências no segmento alimentício.
Seu Fidélio resolveu fincar raízes no prédio de número 364, localizado entre a Avenida Rio Branco e a Rua do Bom Jesus, no Recife Antigo.
O local é célebre até hoje pela clássica foto que o une ao Zepelim que estava de passagem pela cidade, no dia 22 de maio de 1930. Ali foi o primeiro espaço onde os pernambucanos puderam sentir o gingado cubano na hora de fazer um lanche rápido.
A receita criada pelo cubano é composta de sorvete artesanal de baunilha, fabricado pela casa, além do malte da semente do cacau.

## Representações literárias
- O maltado foi mencionado na crônica O Passeio da Família, de Clarice Lispector.[16]